# Radegunda
Radegunda je naselje u slovenskoj Općini Mozirju. Radegunda se nalazi u pokrajini Štajerskoj i statističkoj regiji Savinjskoj. 

## Stanovništvo
Prema popisu stanovništva iz 2002. godine naselje je imalo 287 stanovnika.